# Ochoz (Varvažov)
Ochoz (německy Wachos) je osada v okrese Písek v Jihočeském kraji. Je součástí obce Varvažov a katastrálního území Zbonín. Nachází se u vodní nádrže Orlík, asi 14 km severovýchodně od Mirotic a asi 22 km severovýchodně od Písku.
V osadě je registrováno deset čísel popisných: 28, 29, 30, 31, 32, 33, 40, 41, 44 a 53. V okolí Ochozi je též 31 chat (u pobřeží vodní nádrže Orlík), které mají pouze číslo evidenční. Nachází se zde kříž, severně od osady je vrchol dosahující nadmořské výšky 401 m n. m.
Dříve bylo v blízkosti Ochozi několik dalších osad (Kreslička, Letošice), které jsou nyní zaniklé (byly zatopeny při stavbě vodní nádrže).